# Mathilde Carré
Mathilde Carré, de soltera Mathilde Lucie Bélard y conocida como La Chatte (La Gata), (Le Creusot, Saona y Loira, 30 de junio de 1908-París, 30 de mayo de 2007),  fue una agente de la Resistencia francesa durante la Segunda Guerra Mundial que traicionó a la organización de resistencia franco-polaca, Interallie, y, como agente doble, fue responsable del arresto de docenas de operativos de esta por parte de los ocupantes alemanes de Francia. El líder de la resistencia francesa, Pierre de Vomécourt, la convenció de abandonar Francia y convertirse en agente de los británicos. A su llegada a Gran Bretaña, fue interrogada y encarcelada durante el resto de la guerra. Después de la guerra fue deportada a Francia, declarada culpable de traición y condenada a muerte. La sentencia fue reducida posteriormente y fue liberada de prisión en 1954.

## Trayectoria
En la década de 1930 asistió a la Universidad Sorbona y se convirtió en profesora. Después de su matrimonio, se mudó a Argelia con su esposo, Maurice Carré, quien más tarde murió en la Segunda Guerra Mundial, durante la campaña de Italia.
Regresó a Francia, trabajó como enfermera y fue testigo de la Batalla de Francia. En 1940 conoció al capitán de la Fuerza Aérea Polaca Roman Czerniawski, cuyo criptónimo era Walenty para los polacos y Armand o Victor para los franceses. Carré, que tenía contactos con la Segunda Oficina de Vichy, se unió a Interallié, una red de espionaje francopolaca con base en París bajo el nombre en clave Victoire, pero fue apodada La Chatte (La gata), por sus propensiones felinas depredadoras y sigilosas.
En octubre de 1941, la Interallié llamó la atención de los alemanes y el sargento de la Abwehr, Hugo Bleicher, recibió la tarea de infiltrarse en la red. Un agente capturado le dio a Bleicher los nombres y direcciones de los miembros de Interallié. En noviembre, 21 miembros de Interallié fueron arrestados por la Abwehr en Cherburgo y el 17 de noviembre los líderes, incluidos Czerniawski y Carré, fueron arrestados en París. Tras su detención, según Bleicher, Carré le dio inmediatamente los nombres de todos los miembros de Interallié. La información que proporcionó permitió a los alemanes destruir Interallié. Fue liberada un día después y posteriormente vivió con Bleicher. Acompañó a los alemanes en las redadas para arrestar a los agentes de Interallié. Como agente doble alemana, continuó utilizando el nombre clave Victoire. Los alemanes también capturaron cuatro transmisores de radio que se utilizaron para enviar mensajes falsos a la Dirección de Operaciones Especiales (SOE) en Londres. Interallié fue destruida.
Pierre de Vomécourt, agente en Francia del SOE, no tenía operador de radio ni medios de comunicarse con la sede del SOE en Londres. Necesitaba dinero porque se había autofinanciado casi todos los gastos de sus actividades. A través de un abogado en París, el 26 de diciembre de 1942 conoció a Carré. Carré presentó a Bleicher a Vomécourt como "Jean Castell", un líder de la resistencia belga. Lo que ni la sede del SOE ni Vomécourt sabían era que Interallié había sido destruida y que Carré trabajaba para la agencia de inteligencia alemana, Abwehr. Dijo que tenía acceso a una radio (una de las capturadas por los alemanes) y que podía organizar la transmisión de mensajes a Londres. Al principio, desconfió y la puso a prueba pidiéndole que enviara un mensaje a Londres pidiendo dinero al SOE. Dos días después SOE respondió y Carré le dijo que un agente británico le entregaría el dinero en Vichy. Vomécourt fue a Vichy y recibió el dinero. La sede del SOE había estado trabajando con Interallié, por lo que aceptó como genuino el mensaje que les había enviado el alemán.
A pesar de la confianza del SOE en Interallié, Vomécourt seguía sospechando de Carré y en enero de 1942 sus sospechas aumentaron. Le pidió que consiguiera documentos de identidad falsos, Carré accedió rápidamente y los documentos eran demasiado buenos. Cuestionada, admitió que estaba trabajando para los alemanes. Vomécourt entonces ideó un plan para que Carré convenciera a los alemanes de que ella debía acompañarlo a la sede del SOE en Londres. Carré dijo que convenció a Bleicher y a los alemanes de que podía regresar a Francia con información valiosa sobre el SOE. La Abwehr aceptó su historia y a principios de febrero envió un mensaje a Londres, supuestamente desde Vomécourt, solicitando la evacuación inmediata de Francia de Vomécourt y Carré, diciendo que sus vidas estaban en peligro. Después de muchas desventuras, ambos llegaron a Inglaterra a través de un buque de guerra británico el 27 de febrero. Este fue el final de la carrera de Carré como agente doble y triple. Fue interrogada y encarcelada durante el resto de la guerra.
Después de la guerra, Carré fue deportada a Francia, donde enfrentó cargos de traición. En el juicio, que comenzó el 3 de enero de 1949, la fiscalía leyó de su diario: "Lo que más deseaba era una buena comida, un hombre y, una vez más, el Réquiem de Mozart". Fue condenada a muerte el 7 de enero de 1949. Tres meses después, la pena fue conmutada por cadena perpetua y posteriormente reducida. Carré fue liberada en septiembre de 1954.
Publicó un relato de su vida en J'ai été: La Chatte (La gata) en 1959, revisado en 1975 como On m'appelait la Chatte (Me llamaban la gata).
Murió en París a la edad de 98 años.